# Didemnum perplexum
Didemnum perplexum is een zakpijpensoort uit de familie van de Didemnidae. De wetenschappelijke naam van de soort is voor het eerst geldig gepubliceerd in 2001 door de Australische zoöloge Patricia Kott.
Net als andere soorten binnen dit geslacht vormt D. perplexum korstvormige of gelobde kolonies, waarbij individuele zoïden zijn ingebed in een gemeenschappelijk tunica (mantel). Hoewel gedetailleerde morfologische beschrijvingen beperkt zijn in de literatuur, vertoont de soort waarschijnlijk kenmerken die typisch zijn voor Didemnum, zoals de aanwezigheid van microscopische kalkspicula in het weefsel en een semi-transparante structuur.
De verspreiding en ecologie van D. perplexum zijn nog niet grondig gedocumenteerd. De soort is geregistreerd in mariene databases zoals het World Register of Marine Species (WoRMS), wat wijst op een zekere mate van wetenschappelijke erkenning, maar specifieke geografische locaties of habitatvoorkeuren worden in de beschikbare bronnen niet genoemd. Als lid van een geslacht met zowel tropische als gematigde soorten, kan D. perplexum potentiële adaptaties vertonen zoals symbiotische relaties met fotosynthetische algen, maar dit is niet expliciet bevestigd voor deze soort.
Taxonomisch wordt D. perplexum geklasseerd onder de stam Chordata en de orde Aplousobranchia, die gekenmerkt wordt door een vertakt spijsverteringsstelsel16. Ondanks de beperkte gegevens over zijn biologie, wordt de soort erkend als onderdeel van de biodiversiteit van mariene ecosystemen, met name in de context van wereldwijde inventarisaties zoals de Ascidiacea World Database.